# Europees kampioenschap basketbal vrouwen 2027
Het Europees Kampioenschap Basketbal Vrouwen 2027, ook onder de titel FIBA EuroBasket 2027, zal het 41e Europees kampioenschap basketbal vrouwen zijn. Het kampioenschap zal gezamenlijk worden georganiseerd door België, Finland, Zweden en Litouwen. Voor België, Finland, Zweden en Litouwen is het de eerste keer dat zij het allemaal organiseren. 
Het eindtoernooi met de zestien geselecteerde nationale teams zal beginnen op 16 juni 2027 en eindigen op 27 juni 2027.

## Locaties
De voorrondes met 38 teams gaan door in vier speelsteden, een van elk organiserend land. Ze gaan door in november 2025, november 2026 en februari 2027. Het eindtoernooi zal afgewerkt worden in Vilnius in juni 2027.
| Antwerpen                       | · Antwerp Stockholm Vilnius Espoo | Espoo                                |
| ------------------------------- | --------------------------------- | ------------------------------------ |
| Sportpaleis Capaciteit: 18.575  | · Antwerp Stockholm Vilnius Espoo | Espoo Metro Areena Capaciteit: 8.500 |
|                                 | · Antwerp Stockholm Vilnius Espoo |                                      |
| Stockholm                       | · Antwerp Stockholm Vilnius Espoo | Vilnius                              |
| Avicii Arena Capaciteit: 16.000 | · Antwerp Stockholm Vilnius Espoo | Twinsbet Arena Capacity: 10,000      |
|                                 | · Antwerp Stockholm Vilnius Espoo |                                      |

## Gekwalificeerde teams
| Land     | Gekwalificeerd als | Kwalificatiedatum | Eerdere deelnames aan EK's                                                              | Beste prestatie EK    |
| -------- | ------------------ | ----------------- | --------------------------------------------------------------------------------------- | --------------------- |
| Litouwen | Organiserend land  | 24 november 2023  | (11) 1938, 1995, 1997, 1999, 2017                                                       | Kampioen (1997)       |
| Finland  | Organiserend land  | 24 november 2023  | (5) 1952, 1956, 1980, 1981, 1987                                                        | ...                   |
| België   | Organiserend land  | 24 november 2024  | (14) 1950, 1960, 1962, 1968, 1970, 1976, 1980, 1985, 2003, 2007, 2017, 2019, 2021, 2023 | Kampioen (2023, 2025) |
| Zweden   | Organiserend land  | 28 november 2024  | (9) 1978, 1981, 1983, 1987, 2013, 2015, 2019, 2021, 2025                                | ...                   |

## Eindrangschikking
| Pos.   | Team | W/V |
| ------ | ---- | --- |
| Goud   |      | 0–0 |
| Zilver |      | 0–0 |
| Brons  |      | 0–0 |
| 4      |      | 0–0 |
| 5      |      | 0–0 |
| 6      |      | 0–0 |
| 7      |      | 0–0 |
| 8      |      | 0–0 |
| 9      |      | 0–0 |
| 10     |      | 0–0 |
| 11     |      | 0–0 |
| 12     |      | 0–0 |
| 13     |      | 0–0 |
| 14     |      | 0–0 |
| 15     |      | 0–0 |
| 16     |      | 0–0 |

|  | Geplaatst voor het olympisch kwalificatietoernooi |

1938 · 
1950 · 
1952 · 
1954 · 
1956 · 
1958 · 
1960 · 
1962 · 
1964 · 
1966 · 
1968 · 
1970 · 
1972 · 
1974 · 
1976 · 
1978 · 
1980 · 
1981 · 
1983 · 
1985 · 
1987 · 
1989 · 
1991 · 
1993 · 
1995 · 
1997 · 
1999 · 
2001 · 
2003 · 
2005 · 
2007 · 
2009 · 
2011 · 
2013 · 
2015 · 
2017 · 
2019 · 
2021 · 
2023 · 
2025